# Lubumbashi
Pour les articles homonymes, voir Lubumbashi (homonymie) et Élisabethville.
Lubumbashi est la deuxième ville de la république démocratique du Congo (Ex Zaire) par son nombre d'habitants et son importance économique. Elle est le chef-lieu de l'ancienne province du Katanga (temporairement Shaba sous le règne de Mobutu) jusqu'en 2015 puis celui de la province du Haut-Katanga à partir de 2015.
Lubumbashi est parfois surnommée la « capitale du cuivre ».
Fondée en 1910 par les Belges, sous le nom d'Élisabethville ou Elisabethstad (d'après Élisabeth en Bavière, devenue reine des Belges), souvent abrégée en « E'ville », la ville est renommée Lubumbashi en 1966. Elle est aussi la capitale de l'éphémère État autoproclamé du Katanga (1960-1963), né sous l'impulsion de Moïse Tshombe.
Elle est le siège de plusieurs grandes sociétés congolaises, ou à capitaux étrangers, dont la Société nationale des chemins de fer du Congo, la Gécamines, Rwuashi Mining et KICC (Metorex Group companies), Anvil Mining sprl (Mawson West RDC), Société de Traitement du Terril de Lubumbashi (STL), Tenke Fungurume Mining (Freeport MacMoran), Phelps Dodges RDC, ou encore le groupe George Forrest[réf. nécessaire].
Au nord de Lubumbashi se trouve la prison de Kasapa, actuellement non loin de nouveaux lotissements attribués à leurs nouveaux acquéreurs. Cette prison est recensée parmi les plus grandes du pays, avec une importante population carcérale. Avec la prison Centrale de Makala de Kinshasa et celle de Buluwo à Likasi, elle est réputée l'une des plus sécurisées de la république démocratique du Congo[réf. nécessaire].

## Histoire

### Origine du nom
L'actuelle ville porte le nom d'Élisabethville (Elisabethstad en néerlandais) avant de devenir Lubumbashi. En 1910, le prince héritier Albert visite la mine de l'Étoile, et sa région. C'est à cette période que l'on commence à parler d'Élisabethville. La ville conserve ce nom (abrégé familièrement en E'ville par les habitants) jusqu'au 3 octobre 1966 quand le président Mobutu, qui aspire au retour de l'authenticité culturelle africaine, lui donne le nom de Lubumbashi.
La ville de Lubumbashi tire son origine du nom de la rivière sur les rives de laquelle elle a été fondée. Ce terme provient du Swahili, l'une des quatre langues nationales du pays, et signifie "terre à poterie".

### Naissance de la ville
Au XIXe siècle, la ville n'existe pas comme telle, bien que le site de Lubumbashi ait été occupé avant la colonisation.
À cause de sa situation géologique, à en croire le rapport de Jules Cornet qui laisse entrevoir la grande richesse du sous-sol, l'actuelle région du Haut-Katanga reçoit des visiteurs-prospecteurs des quatre coins de l'Europe. En 1906, une société est constituée à Bruxelles pour assurer la mise en valeur des richesses du sol et du sous-sol. C'est l'Union minière du Haut Katanga (UMHK), actuelle Gecamines. L'exploitation de la mine de l'Étoile commence. Le minerai de cuivre y est présent en grande quantité.
Pour des raisons propres à l'entreprise, elle décide d'installer une fonderie près des chutes de la Lubumbashi (qui lui fournit de l'eau en très grande quantité, les chutes étant de surcroît une source d'énergie possible). L'emblématique cheminée est construite. De cette fonderie sortent des lingots de cuivre.
La nécessité d'être avec un connaisseur se fait sentir. Le général-major ingénieur Émile Wangermée connaît bien le pays et se voit directement attribuer la mission de créer la nouvelle ville. Il choisit l'endroit : près de la mine de l'Étoile et près de l'Union minière du Haut-Katanga. Il est considéré comme le fondateur de la ville.
Le personnel de la mine loge dans les environs immédiats, dans des paillotes. À une quinzaine de kilomètres de là, se développent, dans des huttes, les services administratifs, la poste, les finances, la justice. L'atmosphère qui y règne est celle du Far West.
En 1909, la ville est créée sur papier : un quadrilatère de 20 kilomètres carrés de forêts. Il faut défricher, araser des termitières, avec les moyens du bord.

### Élisabethville à l'époque coloniale

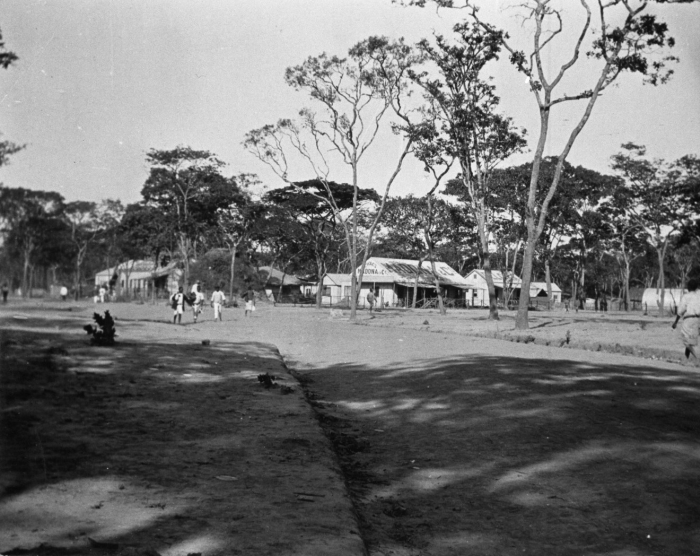
Rue du centre de Lubumbashi en 1912.

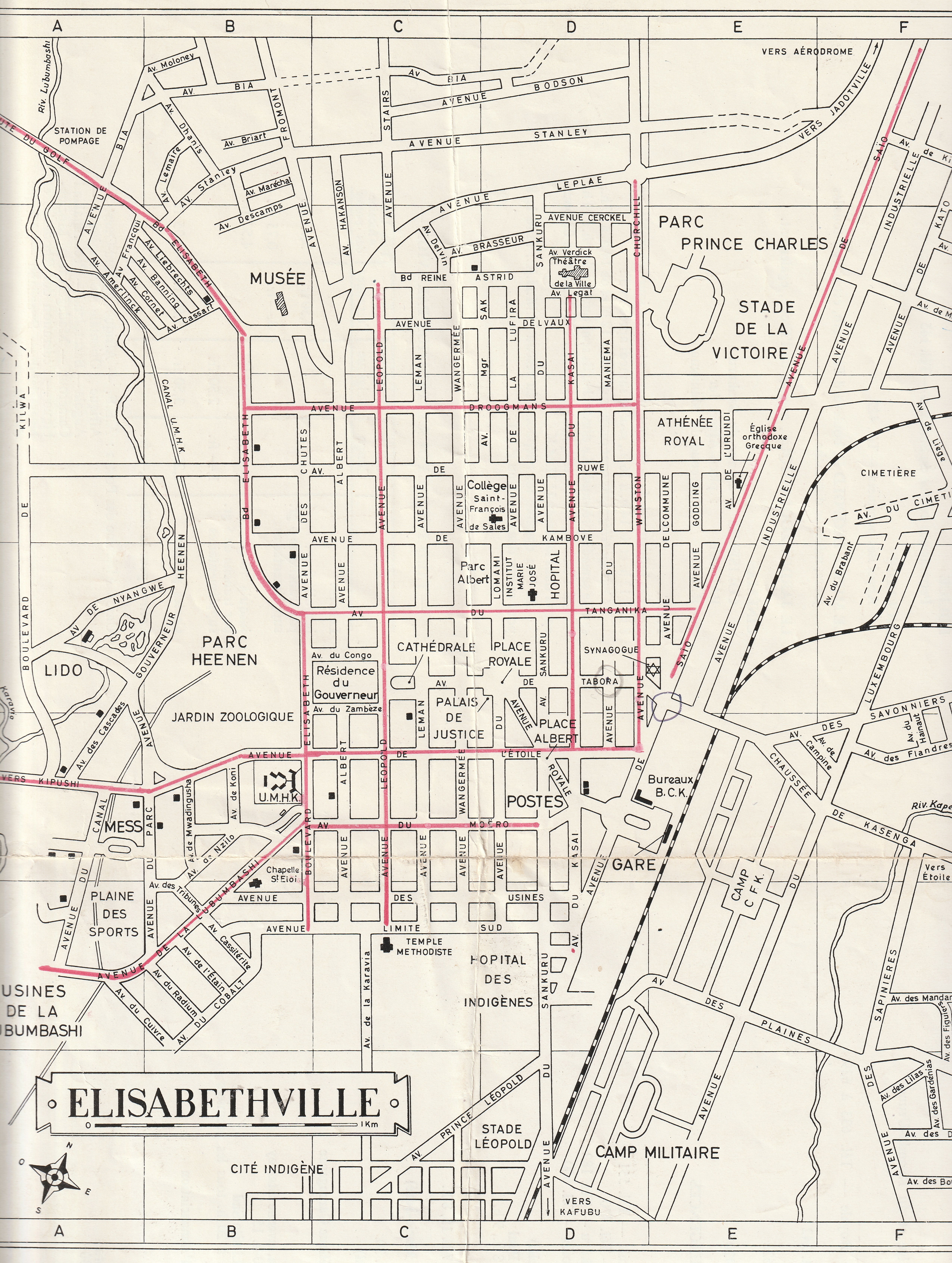
Centre ville en 1956

Note : cette section est chronologique.
- de 1907 à 1960, sous l'administration du gouvernement belge, la région abritait des camps de relégations[réf. nécessaire].
- En 1910, il y avait 300 Européens et 1 000 Africains à Élisabethville[7].

Désormais, la ville s'organise, prend de l'ampleur.
L'UMHK a besoin de beaucoup de main-d'œuvre. Des travailleurs sont engagés en Rhodésie, en Angola et au Kasaï (Balubas). Le rail apporte une foule d'aventuriers venus de Rhodésie et d'Afrique du Sud. Australiens, Grecs, Italiens, Portugais, Asiatiques, Anglais et Sud-Africains arrivent : la population s'agrandit. Elle atteint plus de 30 000 en 1930. La population grecque est l'une des plus importantes, avec notamment des communautés juives séfarades italo-grecques ayant fui le régime de Mussolini entre les deux guerres mondiales (voir notamment Olivier Strelli et Moïse Katumbi Chapwe).

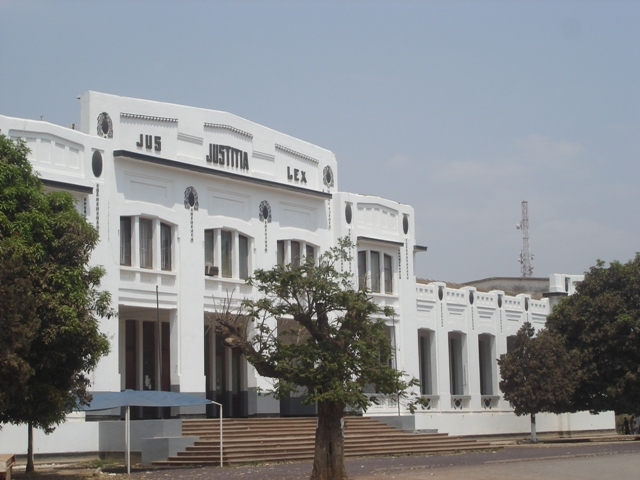
Palais de Justice de Lubumbashi, en style Art déco.

- 1911 : établissement des écoles catholiques : l'Institut Marie-José et le Collège Saint-François de Sales.
- 1925 : visite du Prince Léopold.
- 1928 : ouverture de la voie nationale de communication É'ville-Matadi, via Port-Francqui, combinant le chemin de fer et la navigation fluviale. Visite du roi Albert et de la reine Élisabeth.
- 1931 : ouverture de la voie de chemin de fer de l'Angola vers Lobito, via Dilolo.
- 25 juin 1941 : obtention du statut de ville.
- 1946 : ouverture de l'Athénée royal d'Élisabethville (futur Lycée Kiwele) conçu par l'architecte Claude Strebelle.
- Mai 1955 : visite du roi Baudouin.
- Elle reçut ses premières armoiries le 20 décembre 1954.
- 26 octobre 1955 : ouverture de l'Université officielle du Congo belge et du Ruanda-Urundi.
- 4 août 1956 : inauguration du théâtre de la ville, construit sur les plans de Claude Strebelle.

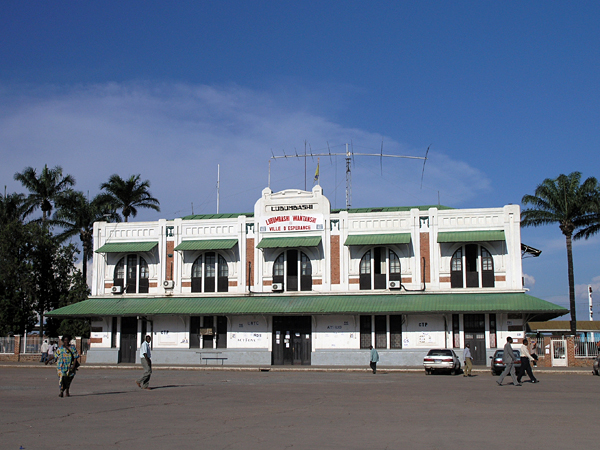
Gare de Lubumbashi.

Après la Première Guerre mondiale, Élisabethville se développe rapidement grâce aux investissements dans l'industrie minière et les chemins de fer. Les missions et l'Église, dirigée par l'imposant Mgr Jean-Félix de Hemptinne (1876-1958), aussi étaient très actives. La population européenne habite alors le centre-ville (Élisabethville), tandis que les travailleurs congolais sont logés soit dans des camps de travailleurs près des mines, soit dans la cité indigène (quartier Albert — l'actuelle commune Kamalondo), qui est séparée de la ville par une zone neutre (inhabitée) de 700 mètres. Seuls les domestiques, travaillant dans les maisons des Européens, sont autorisés de demeurer dans le centre-ville (en général ils habitent les « boyeries », au fond des jardins des habitations européennes). Dès la fin des années 1920, confrontées à une véritable crise de la main-d'œuvre, les grandes compagnies européennes (Union minière du Haut Katanga, compagnie de chemin de fer BCK et autres) préconisent une politique de stabilisation, c'est-à-dire qu'elles encouragent leurs travailleurs à se fixer avec leurs familles de manière permanente à Élisabethville.

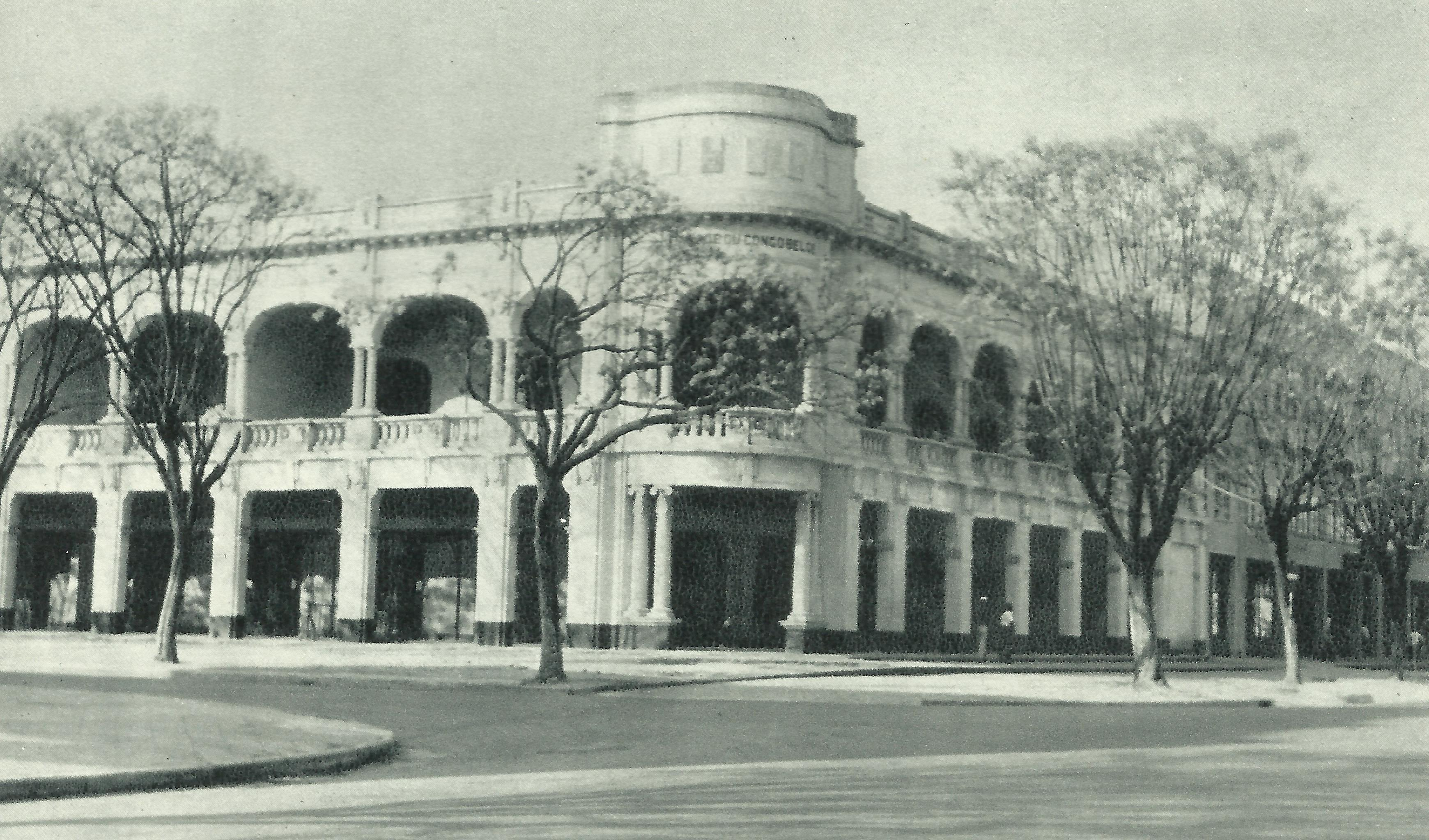
Banque du Congo Belge à Elisabethville en 1926

La crise économique mondiale des années 1930 frappe Élisabethville — et tout le Katanga — durement, et la population diminue sensiblement. Pendant la Seconde Guerre mondiale, par contre, Élisabethville profite de l'effort de guerre entamé par le gouvernement colonial. La population totale dépasse 50 000 en 1943. L'effort de guerre entraîne une exigence de rendement qui pesa lourdement sur la population congolaise entraînant une tension sociale et même interraciale (entre Noirs et Blancs, mais aussi entre les différentes ethnies congolaises). En décembre 1941, une manifestation des travailleurs de l'Union Minière au stade de football est réprimée de manière violente par la police qui ouvre le feu laissant plusieurs dizaines de morts. Et en février-mars 1944, la situation dans la ville est particulièrement tendue à la suite de la mutinerie de la Force Publique à Luluabourg (Kasaï).
Le développement de la ville continue après la guerre. La prospérité de l'industrie du cuivre attire beaucoup d'immigrés de l'Europe et de l'intérieur de la colonie. La population bondit jusqu'à 180 000 en 1957. Pour accommoder cet influx, de nouveaux quartiers sont aménagés : le Kenia, Katuba, Rwashi…, qui encore aujourd'hui constituent les communes principales de la ville. Un effort considérable, de la part des missions et des autorités coloniales, multiplie les infrastructures sanitaires, médicales et scolaires mises à la disposition de la population blanche et noire (ex. des écoles professionnelles à Kafubu…). Dès 1950, les écoles secondaires, jusqu'alors réservées aux étudiants européens, sont ouvertes à tous. En 1956, l'Université de Lubumbashi ouvre ses portes.
Dès 1933, le gouvernement colonial entame une expérience d'autonomie limitée pour la population congolaise de la ville. La cité indigène obtient alors le nouveau statut d'un centre extra-coutumier, avec son propre conseil et son propre chef congolais. L'expérience n'est pas couronnée de succès, en partie par cause des interventions continuelles des autorités coloniales dans la gestion du centre. Le premier chef — Albert Kabongo — est remercié pour ses services en 1943 et n'est pas remplacé. En 1957, le statut de centre extra-coutumier est aboli en faveur d'un nouveau statut de ville, dans lesquelles les différentes communes sont intégrées. En décembre 1957 ont lieu les premières élections pour la mairie d'Élisabethville dans lesquelles les habitants congolais peuvent participer librement.

### Lubumbashi contemporain
- 30 juin 1960 : indépendance du Congo.
- 11 juillet 1960 à janvier 1963 : sécession de l'État du Katanga de Moïse Tshombe, intervention militaire de l'ONU. Expulsion puis retour des Balubas.
- 1966 : Élisabethville devient Lubumbashi.
- 1991 : à la suite de longs harcèlements des émeutes anti-immigrés éclatent. Les Balubas quittent la ville en masse.
- 1997 : la ville est prise par les anti-Mobutu en avril 1997. Lubumbashi devient une ville parlementaire, sur décision de Laurent-Désiré Kabila ; le théâtre de la ville devient le siège du Parlement congolais.

Au moment de l'indépendance, Élisabethville a une importante population européenne (plus de 10 000). L'industrie minière, avec au premier rang l'Union Minière du Haut Katanga, reste largement dans les mains des entrepreneurs belges grâce aux accords économiques conclus entre la Belgique et le Congo à l'aube de l'indépendance. En 1967, Mobutu nationalise l'Union Minière et crée la Gécamines. Quoique la Gécamines reste l'employeur le plus important de Lubumbashi jusqu'au début des années 1990, la production diminue d'année en année à partir des années 1970 à cause de la fluctuation du prix de cuivre sur les marchés internationaux, du manque d'investissements dans les installations et d'une mauvaise gestion, dont souffrent tous les secteurs de l'économie congolaise nationalisés par Mobutu. Après la chute du régime mobutiste et après la fin de la guerre congolaise au début des années 2000, Lubumbashi connait un certain essor. L'industrie reprend et la ville continue à attirer un grand afflux d'immigrés. Elle compte aujourd'hui plus d'1,5 million d'habitants.

## Géographie
- Altitude : 1 230 m

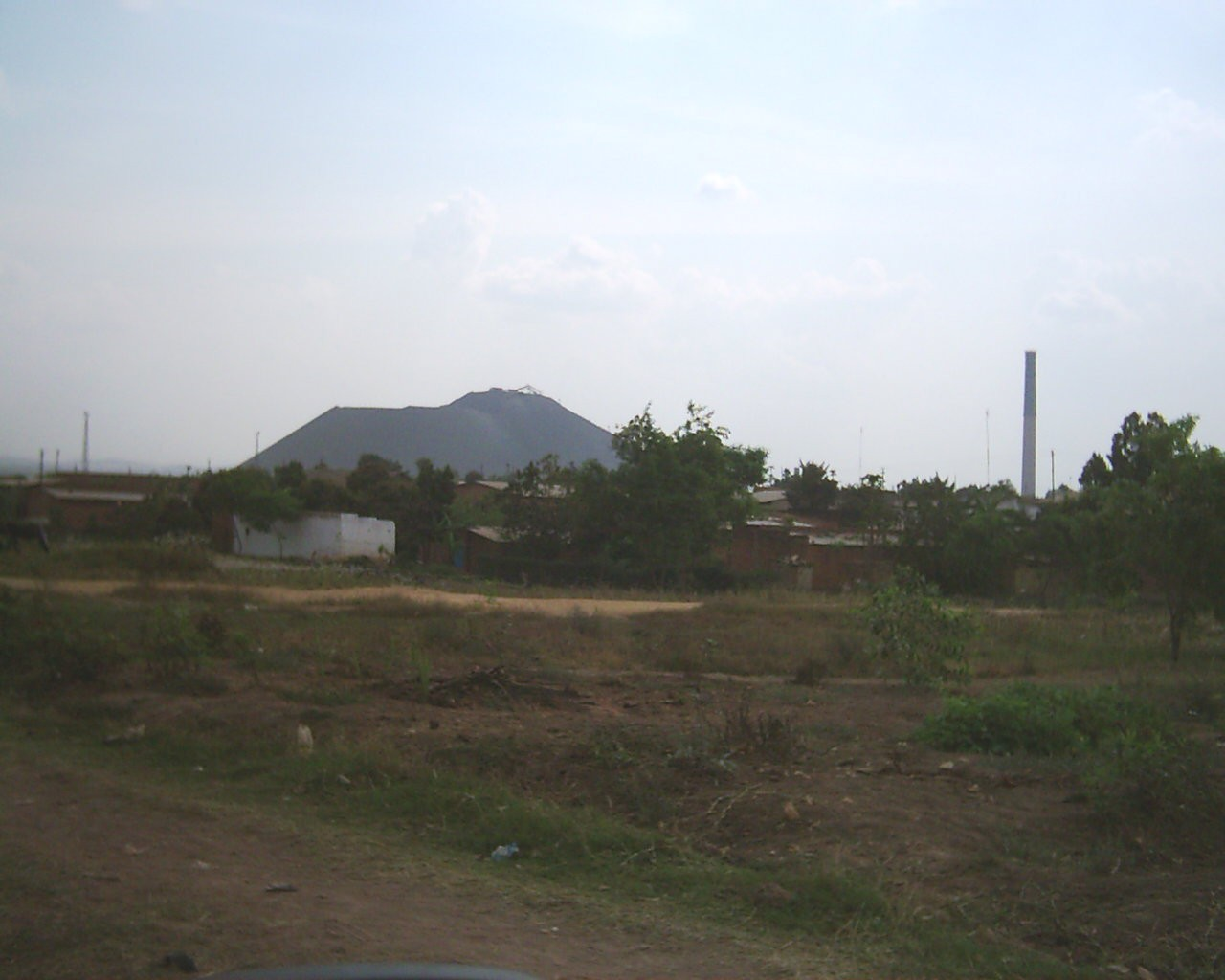
Le terril de Lubumbashi.

- Latitude : entre 11° 20′ et 12° Sud
- Longitude : entre 27° 10′ et 27° 40′ Est

### Cours d'eau principaux
- Kafubu
- Kampemba
- Karavya
- Lubumbashi
- Lwano
- Navyundu
- Rwashi
- Luohoshi
- Kimilolo
- Kisanga

## Environnement

### Climat
- Climat : tropical à deux saisons :
  - sèche : d'avril à octobre
  - pluvieuse : novembre à mars avec une pluviométrie moyenne de 1 228 mm d'eau
- Températures : moyenne : 20 °C
  - les plus basses : 15,8 °C en moyenne, mais pouvant descendre jusqu'à 10 °C au mois de juillet ;
  - les plus hautes : 22,5 °C en moyenne pouvant monter à 38 °C en octobre.
- Substrat géologique : sols provenant des roches du Katanguien.

## Démographie
En 1913, il y a à Élisabethville 8 000 habitants, dont 7 000 Africains et 1 000 Européens. En moins d'un siècle la population de Lubumbashi dépasse le million d'habitants.
| 1913  | 1923   | 1934   | 1945   | 1950    | 1957     | 1958    | 1970    | 1975    |
| ----- | ------ | ------ | ------ | ------- | -------- | ------- | ------- | ------- |
| 8 000 | 16 180 | 28 271 | 67 439 | 103 385 | 169 985, | 182 872 | 318 000 | 480 875 |

| 1984    | 1993    | 2004      | 2010      | - | - | - | - | - |
| ------- | ------- | --------- | --------- | - | - | - | - | - |
| 564 830 | 817 153 | 1 067 973 | 1 158 051 | - | - | - | - | - |

## Culture

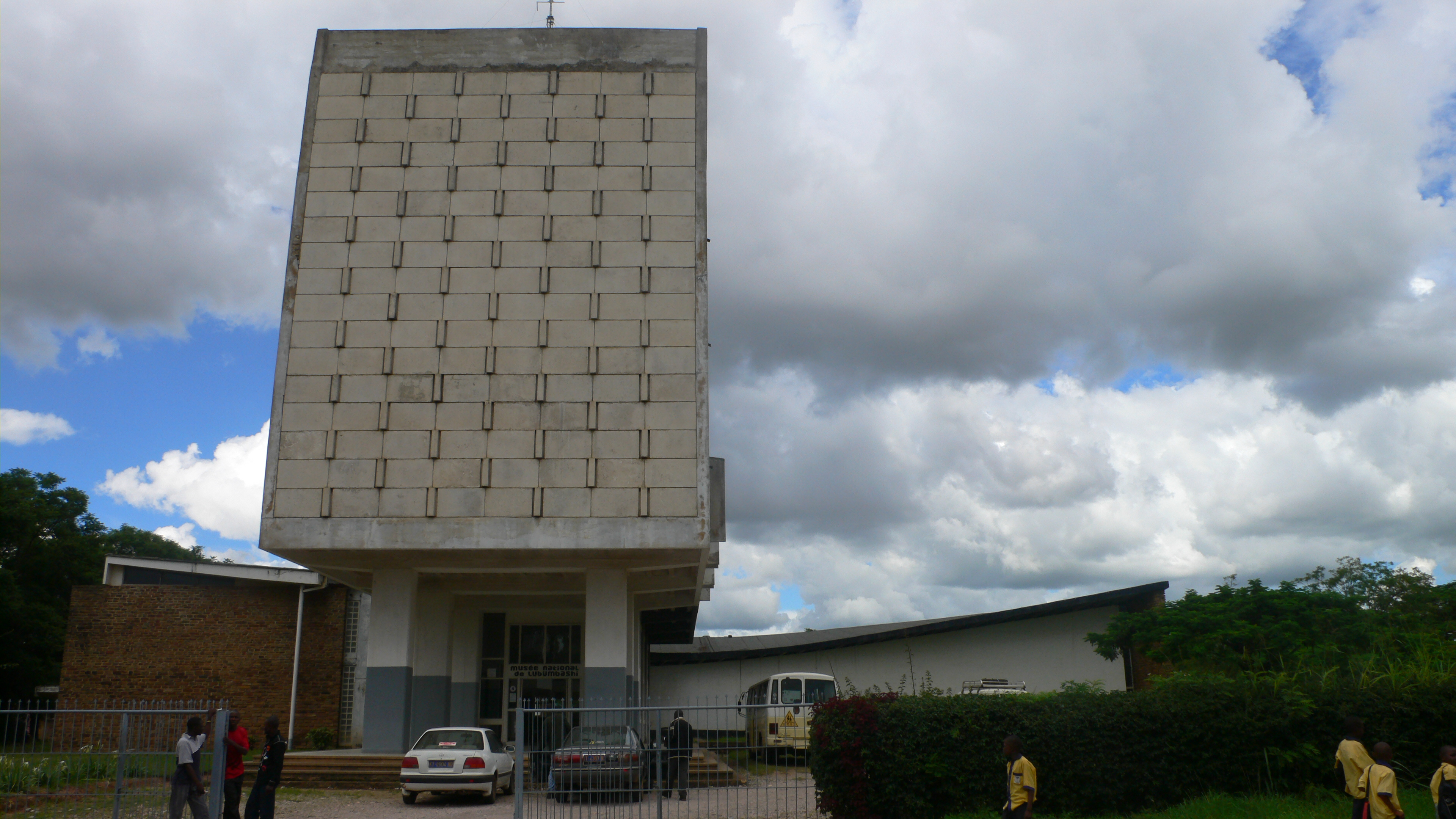
Musée national de Lubumbashi.

Les attractions de la ville incluent un jardin botanique, un zoo et le musée national archéologique et ethnologique régional de Lubumbashi . Tous les deux ans, la Biennale de Lubumbashi se déroule à travers la ville, présentant des œuvres d'artistes de la région. Dans une interview au magazine Ocula en 2019, la directrice artistique de la Biennale, Sandrine Colard, a expliqué:« Le Congo est un pays perpétuellement en devenir. Toutes ces différentes périodes qui se fondent dans une même ville sont quelque chose que je voulais aborder »

### Art
Bogumił Jewishiewicki dit que la création d'art contemporain de Lubumbashi est faible, surtout par rapport à Kinshasa. Il écrit, «Aucun peintre populaire de Lubumbashi n'a eu une carrière internationale comme celle de l'artiste kinshasa Chéri Samba, et il y a en fait un certain nombre d'artistes et de musiciens à Kinshasa que le tourbillon du succès international a propulsé plus loin du public local que n'importe quel artiste à Lubumbashi, et pas seulement à Lubumbashi, mais dans la province environnante du Katanga. ». Il nomme des peintres comme Pilipili, Mwenze, Angali, Nkulu wa Nkulu, Maka, Tshimbumba, Dekab et autres.

### Cinéma
Ciné Bétamax, anciennement « Ciné Palace »  a fermé ses portes il y a quelques années. Il a été remplacé par le cinéma Climax, qui se trouve au deuxième étage du bâtiment Hypnose, en face de la Cathédrale Pierre et Paul. Il montre généralement des productions hollywoodiennes récentes ainsi que quelques films indiens.
Partout dans la ville, en particulier dans les quartiers surpeuplés, sont réparties de petites pièces dans lesquelles les enfants sont exposés à des films violents du matin au soir.
Les films nollywoodiens du Nigeria sont également, comme dans de nombreuses autres parties de la RDC et de l'Afrique, populaires auprès des Lushois. Ces films sont souvent vendus par des marchands ambulants ou dans de petits commerces.

### Musique
La musique populaire de Kinshasa est très appréciée et jouée à Lubumbashi. Jean-Bosco Mwenda est probablement le musicien katangais le plus célèbre. Beaucoup de ses chansons sont devenues classiques et sont sans cesse remixées par de nouveaux jeunes artistes. Les chanteurs modernes de Lubumbashi se répartissent en deux groupes : ceux qui jouent Soukous, tels que Jo Kizi et Képi Prince, et ceux qui jouent de la musique urbaine internationale, tels que Ced Koncept, Tshumani, M-Joe, RJ Kanyera, Oxygène, Agresivo, Nelson Tshi, Pson, Majoos et Da Costa et tant d’autres. La plupart des artistes sont influencés par les productions à succès de Dj Spilulu, les chanteurs de Kinshasa Fally Ipupa, Ferré Gola et World Music .
La musique de Lubumbashi se caractérise par l'utilisation de nombreuses langues (swahili, lingala, tshiluba, français et un peu d'anglais) dans les paroles. Il est rare d'entendre des chansons composées dans une seule langue. Ce changement de code et ce mélange expriment le caractère cosmopolite de la ville, mais certains critiques pensent qu'il affaiblit les paroles, qui semblent de toute façon particulièrement destinées aux adolescents. Serge Manseba et Karibyona sont des humoristes-chanteurs présentés par G'Sparks.

## Économie
La ville de Lubumbashi compte sur une économie majoritairement axée sur les activités minières des compagnies œuvrant dans les différentes villes du Katanga, qui de fait, possèdent presque toutes des bureaux officiels dans la ville. La masse monétaire influençant les activités économiques est principalement due aux revenus des travailleurs originaires de la ville qui vont travailler en dehors de la ville.
L'agriculture ou l’élevage ne représentent pas une grande activité qui puisse jouer sur l'économie, par contre toutes les denrées sont importées des pays d'Afrique Australe, notamment la Zambie, l'Afrique du Sud ou encore la Tanzanie. Rendant également la ville dépendante de toute fermeture de frontière aux denrées alimentaires. Exemple du mois d'avril 2013 où le sac de farine, très apprécié des lushois, est passé à plus de 40 dollars US, au lieu des 12 à 16 dollars habituels.

## Transports

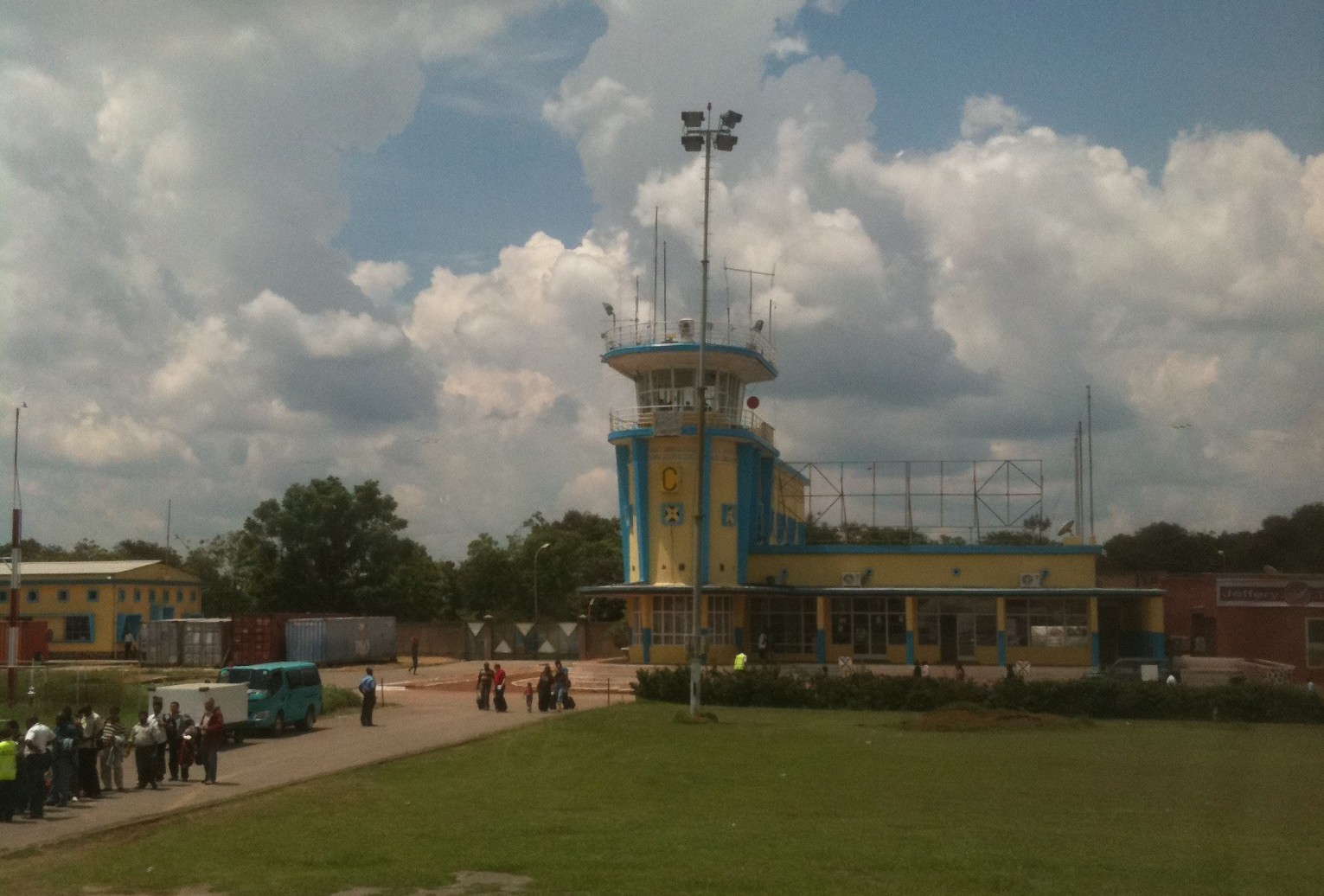
Aéroport international de Lubumbashi.

La ville est reliée par le transport aérien avec l'aéroport international de Lubumbashi.
De plus, elle relie les villes de Pweto, Kalemie, Baraka et Bukavu par la route numéro 5 (RN5).
La ville est reliée par train avec la Société nationale des chemins de fer du Congo.

## Éducation

### Enseignement primaire et secondaire
En 2005, la ville possède 143 écoles primaires, avec 119 184 élèves (presque autant de filles que de garçons). Le taux de scolarisation au niveau primaire est de 70 % à 90 % de 7 à 14 ans, et est plus faible dans les quartiers dits d'auto-construction et dans les villages citadins.
En 1998, les 92 écoles secondaires comptent 37 754 élèves, dont deux fois plus de garçons que de filles. Ses écoles sont surtout des lycées, collèges, instituts d'enseignement général et rarement des écoles techniques ou centres de formation professionnelle. Entre 60 % et 90 % de la population de 15 à 21 ans fréquentent ces écoles.
Établissements scolaires:
- École Privée Belge de Lubumbashi
- Établissement scolaire français Blaise-Pascal (en)
- Institut Technique Salama (ITS)
- Lycée Tuendelée
- Lycée Tshondo
- Collège Imara
- Institut des beaux Arts (Kiwele)

### Enseignement supérieur
L'enseignement supérieur est dispensé par 6 institutions, comptant 6 900 étudiants.
- Instituts supérieurs
  - Institut supérieur pédagogique (ISP)
  - Institut supérieur de statistique (ISS)
  - Institut supérieur d'études sociales (ISES)
  - Institut supérieur de commerce (ISC)
  - ISEC
  - ISTC
- Grand séminaire de Lubumbashi
- Université de Lubumbashi
- Université Ylis de Lubumbashi (UNYLIS) (autrefois appelée « université Kinshasa Binza de Lubumbashi »)
- Université protestante de Lubumbashi (UPL)
- École supérieure d'informatique Salama (ESIS)
- École supérieure de la gouvernance économique et politique (ECOPO)
- Institut universitaire Maria Malkia (IUMM)
- Institut supérieur interdiocesain monseigneur Mulolwa (ISIM)
- Institut supérieur de philosophie Saint Jean Bosco (ISPHStJB)
- École supérieur des ingénieurs (ESI)
- Institut supérieur des techniques appliquées (ISTA/Lubumbashi)
- Institut supérieur des sciences médicales (ISSM)
- Université Nouveaux Horizons (UNH)
- Université Baptiste du Congo (UBC)

## Organisation administrative
La ville de Lubumbashi est divisée en sept communes dont une rurale :
- commune Annexe (rurale)
- Kamalondo
- Kampemba
- Katuba
- Kenya
- Lubumbashi
- Rwashi

## Santé
La ville de Lubumbashi compte plusieurs centres de santé :
- les cliniques universitaires Mama Mobutu (anciennement Hôpital reine Élisabeth) ;
- l'hôpital Sendwe ;
- les hôpitaux des grandes sociétés : hôpital Gécamines Sud, cliniques Gécamines/cadres, hôpital SNCC ;
- plusieurs maternités (Katuba, Rwashi, Camp Vangu) et dispensaires ;
- le CMC, centre médical de la communauté.
- le centre de cardiologie de Lubumbashi(CCL)

## Sport
La ville de Lubumbashi compte plusieurs clubs de football. Le plus célèbre, le TP Mazembe, a été sacré cinq fois champions d'Afrique ; il est le premier club non européen ou sud-américain à avoir accédé à la finale de la coupe du monde des clubs en 2010[réf. nécessaire]. Son président est depuis 1997 Moise Katumbi, l'ex-gouverneur de la province du Katanga.
Deux stades de football se trouvent dans la ville de Lubumbashi : le stade Frédéric-Kibasa-Maliba, d'une capacité de 35 000 places, et le Stade TP Mazembe, d'une capacité de 18 000 places.

## Lieux de culte

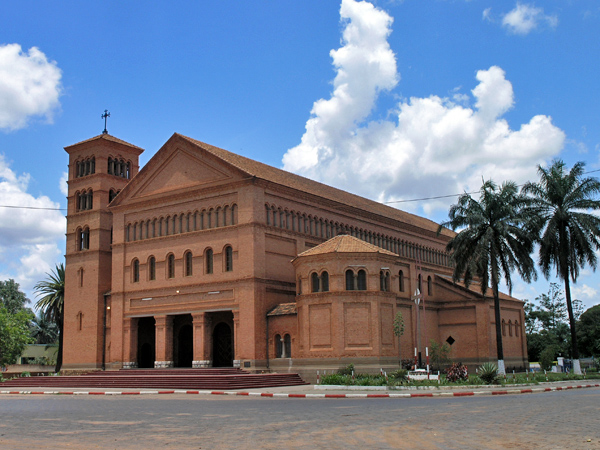
Cathédrale Saints-Pierre-et-Paul de Lubumbashi.

Parmi les lieux de culte, il y a principalement des églises et des temples chrétiens : Archidiocèse de Lubumbashi (Église catholique), Église kimbanguiste, Communauté baptiste du Congo (Alliance baptiste mondiale), Communauté baptiste du Fleuve Congo (Alliance baptiste mondiale), Assemblées de Dieu, Province de l'Église anglicane du Congo (Communion anglicane), Communauté Presbytérienne au Congo (Communion mondiale d'Églises réformées). Il y a aussi des mosquées musulmanes.

## Armoiries

Blason actuel de Lubumbashi.

Elle reçut ses premières armoiries le 20 décembre 1954.
Elles étaient blasonnées comme suit :
« D'argent au chevron de gueules, chargé d'une lettre majuscule romaine E sommée d'une couronne royale, le tout d'argent et accompagné de trois croisettes monétaires katangaises de gueules.
Devise : Ex imis ad culmina (des profondeurs vers les sommets), de gueules sur un listel d'argent. »

### Signification
Les croisettes monétaires katangaises rouges évoquent la richesse minière en cuivre du Katanga. Dans le même ordre d'idées, le chevron rouge pourrait symboliser une coulée de cuivre, à moins qu'il n'évoque l'extraction du minerai, comme pourrait le suggérer la devise qui signifie « des profondeurs vers les sommets ». Aujourd'hui, on pourrait aussi y voir le profil du terril, élément du paysage caractéristique de la ville. Tout ceci n'est toutefois qu'hypothétique. Quant au « E » couronné, il constitue une marque d'hommage à la reine Élisabeth, il sera remplacé par un « L » sans couronne lors du changement de nom de la ville.
C'est avec cet écu que les « croisettes monétaires katangaises » firent leur entrée parmi les figures héraldiques. Cet objet en cuivre, qui servait de monnaie aux indigènes du Haut-Katanga jusqu'à l'arrivée des Européens, se présente comme une petite croix légèrement pattée et aux extrémités arrondies, de 20 cm environ de côté. Cependant, en la représentant comme une petite croix grecque, les héraldistes officiels belges, mal informés, commirent une regrettable erreur. Au Katanga, elle est en effet traditionnellement représentée comme une croix de saint André. Les armoiries civiques (voir celles de l'État de Moïse Tshombé du Katanga) ou personnelles ultérieures respecteront mieux la tradition.

## Jumelage
- Liège (Belgique)

## Personnalités liées
- Pasteur Paul Mukendi (1977-), chef religieux évangélique
- Moise Katumbi Chapwe (1964-), homme d'affaires et homme politique.
- Mwenze Kibwanga (1925-1999), peintre.
- Herléo Muntu, rappeur et producteur de disques.
- Pie Tshibanda (1951-), écrivain et conteur.
- Zaina Kapepula (1975-), joueuse de handball.
- Simon Kimbangu (1887-1951), chef religieux, y est mort après y avoir été emprisonné trente années.
- Marie-Louise Mwange (1961-), femme politique.
- Lous and the Yakuza (1996-), chanteuse.
- Daniel Ngoyi Mulunda (1959-), homme politique congolais.
- Jean-Marc Kabund (1981-), personnalité politique.
- Bismack Biyombo Sumba (1992-), basketteur professionnel.
- Tshala Muana (1958-2022), Chanteuse.
- Chantal Kanyimbo (1961-), journaliste.
- Goya Kitenge Bijoux (1968-), femme politique congolaise.
- Séraphine Mbeya Nawej Matemb, artiste peintre congolaise.